# Jean Demmeni

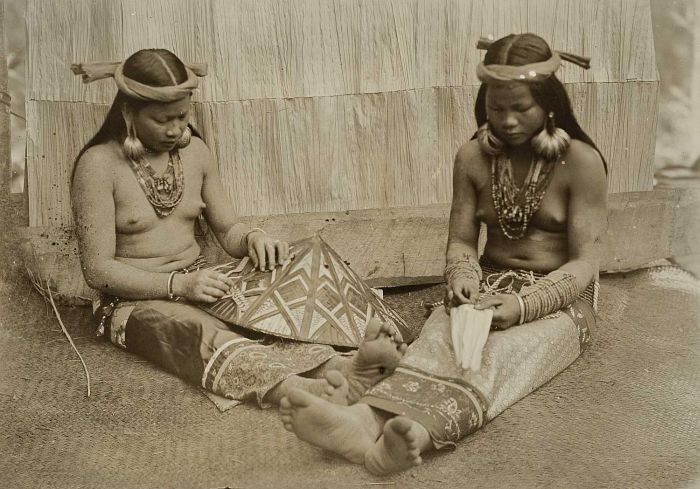
Jean Demmeni: Ženy kmene Dajáků (1998–1900)

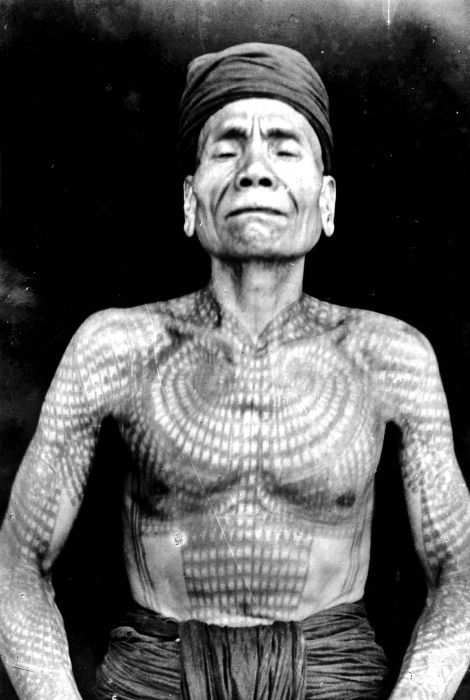
Typické tetování Dajáků

Jean Demmeni (Padang Panjang, Sumatra, 10. prosince 1866 – 23. října 1939) byl nizozemský fotograf a topograf.

## Životopis
Je známý díky své školní výukové sérii: Desky Nizozemské východní a západní Indie a Surinamu, vydané Kleynenberg & Co v Haarlemu v letech 1911 až 1913. Celkem 170 nástěnných desek bylo vytvořeno z fotografií, které podle všeho pořídil právě Demmeni. Většina fotografií byla pořízena v tehdejší Nizozemské východní Indii, ale také v Surinamu a Velkých Antilách a Malých Antilách. Není jisté, zda fotografie v Západní Indii a Surinamu pořídil také Demmeni. Všechny pořízené fotografie pocházejí z koloniální a postkoloniální doby.
Demmeniho otec Henry Demmeni byl generálem v Nizozemské armádě východní Indie. Podílel se na vojenských operacích v Ačehu a dne 7. dubna 1886 byl jmenován generálmajorem, guvernérem Ačehu a královským dekretem krále Viléma III. Ve stejném čase byl jmenován velitelem vojenského řádu Viléma. Jeho syn Jean také vstoupil do armády v Indii. Stal se zaměstnancem (geodetem a fotografem) topografické služby v Bandoengu. V letech 1893/94 se Demmeni zúčastnil průzkumného výletu na středním Borneu s kontrolérem Johann Büttfkoferem a A. W. Nieuwenhuis, po kterém následovaly další dva výlety na Borneo v letech 1896 a 1899.

## Školní desky založené na fotografiích Demmeniho
Asi 35 fotografií z této série snímků je od Jeana Demmeniho.
Texty v originálu jsou ve starém pravopisu:
- 1. Severní pláž Jáva poblíž Lasem
- 2 Horská vesnice Semboengau na Diengu (Střední Jáva)
- 3 Horská cesta na náhorní plošinu Dieng (Střední Jáva)
- 4. Parková krajina Madury
- 5 Horská pláň Pantar (střední Sumatra)
- 6. Karbouwenpad ve Fort de Kock
- 7 Kratonská jezera Dieng (Střední Jáva)
- 8 Kráter Kawah Manuk (Západní Jáva)
- 9 Papandajan Karter (Západní Jáva)
- 10 sopek Tengger (Východní Jáva)
- 11 Crater Lake na Idjenu (Východní Jáva)
- 12. Jídla ze střední Sumatry
- 13 Papuánů z Nové Guineje
- 14. Dayaks ve válečných šatech (Borneo)
- 15. Sundaneese, vladaři se svými choti (Západní Jáva)
- 16. Javanen, vladař se svými hlavami (Východní Jáva)
- 17. Athjers (Severní Sumatra)
- 18. Stravování ve slavnostním oděvu (Jižní Sumatra)
- 19. Timoreezen
- 20 domorodců Christian v slavnostním oděvu (North Celebes)
- 21. Pobyt vladaře (Západní Jáva)
- 22. Javanská vesnice (Západní Jáva)
- 23 malajský dům (střední Sumatra)
- 24 malajská vesnice s plovoucími domy (West Borneo)
- 25 malajská vesnice s plovoucími domy (West Borneo)
- 26. botanická zahrada Lands – Palms
- 27. botanická zahrada Lands – Bamboo
- 28. botanická zahrada Lands – Monitor ještěrky
- 29. botanická zahrada Lands – Pandans
- 30 Stanice v Toentangu (Střední Jáva)
- 31 Železnice v regimentu kazatelů
- 32 Řeka Solo u Tjepoe (Střední Jáva)
- 33. Přemostění soutěsky Anai (západní pobřeží Sumatry)
- 34 Železniční tunel (Sumatra)
- 35 sběračů čaje
- 36 Dodávka čajového picku
- 37 Interiér továrny na čaj
- 38 Interiér továrny na čaj
- 39. Bouda na sklízení a třídění bibitů
- 40 cukrové třtiny pro dospělé
- 41. Přeprava třtiny po železniční trati a volským vozem
- 42 Cukrovar uvnitř
- 43 Výsadka kaučukových stromů (Hevea)
- 44 Klepnutí na kaučukový strom
- 45. Káva z Libérie (Albizzia jako stínový strom)
- 46 Rubusta coffee (interplanting at Heva Brasiliensis)
- 47 Petroleum company in Balikpapan (Borneo)
- 48. Petroleum Derrick
- 49 Státní uhelná společnost v Sawa-Loento
- 50 Cínová sací stříkačka v Bance
- 51 Noordwijk Weltevreden
- 52. Stará Batavia. V čínském táboře
- 53. Nová Batavia v parku Wilhelmina
- 54 Djokjakarta, jedna z bran Kratonu v Sukabumi
- 55 Wilhelminastraat v Soekaboemi
- 56. Lávový tok Goentoer
- 57 Kaledong a Haroemen v rovině Leles
- 58 Soutěska Banjuputih v pohoří Idjen
- 59 Povodeň funguje v Javě
- 60 Zalévání funguje v Javě
- 61 Zalévání funguje v Javě
- 62. Zalévání funguje v Javě
- 63. Domov předků Papuánů
- 64. Zůstaňte v jeskyních Toalas. Celebes
- 65. Oběť duchům v budově domu Dayaků
- 66 Tanec Dajaků mužů oblečených jako duchové
- 67 Misiget s minaretem
- 68 Škola pro mohamedánskou náboženskou výchovu (Padangsche Bovenlanden)
- 69. Koranská škola Java
- 70 Kostel, škola a nemocnice křesťanské mise v Pea-Radja
- 71 Chrám bohyně smrti (Bali)
- 72 Pád stavby hinduistického chrámu Borobodur na Javě
- 73 Stavební pád hinduistického chrámu Mendoet (Jáva)
- 74 vnitrozemská zahrada s kokosovou opicí (Sumatra)
- 75 bavlněných polí na Sumatře
- 76 vnitrozemský cukrovar Sumatra
- 77 Tabákové pole v Paja Koembo
- 78 Tabákový průmysl pro nativní trh
- 79. Nově pokácená pole s kmenovým domem poblíž Dajaků
- 80 Zalévání koní ombiliánských uhelných polí na Sumatře
- 81 Orání mokrých rýžových polí s buvoli (Java)
- 82 Přeprava s dobytkem (Sumatra)
- 83. Rybníky v západní Jávě
- 84. Visch napíchávající v požehnání (Papua Nová Guinea)
- 85 Vnitrozemská pobřežní plavidla (Střední Jáva)
- 86 Lov prasat na Sumatře
- 87 Lov slonů na Sumatře
- 88 Obchodní čtvrť v Buitenzorg (Západní Jáva)
- 89. Přenosná kuchyně ve vnitrozemí (Západní Jáva)
- 90 Zlatníci v Acehu
- 91 Kování gongů (Java)
- 92 Ražba měděných váz (Java)
- 93 Stříhání a malování panenek Wayang
- 94 Kresba voskem v barvírně Batik
- 95. Tkaní a spřádání v západní Javě
- 96 Rostliny rýžového pole
- 97 Rýžová kultura, dupání Padi
- 98 Rýžová kultura, sklizeň
- 99 The Defiberization at Manila Hemp
- 100 Indické ovoce
- 101 Harau Gorge (Padangse Bovenlanden)
- 102. Lematang Ravyn (Palembang Upper Lands)
- 104 Vápencová skála Liang Karing na Mahakamu (Borneo)
- 105 Krajina na Sumbě
- 106 Creek ve městě Palembang (Sumatra)
- 107 Avenue v Makassaru
- 108 Ulice v Makassaru
- 109 Zeestraat v Koepangu (Timor)
- 110 Kampong v Garoetu
- 111 Modré barvení indigem z batikovaných oděvů
- 112 Opletení klobouků pro Evropu (Západní Jáva)
- 113 Řezbářství a sochařství ve dřevě (Borneo)
- 114 Tlukot kůry na oblečení
- 115. Ratan na molu v Palembangu (Sumatra)
- 116. Závody ve Fort de Kock (Sumatra)
- 117. Výkon Wayangu v Javě
- 118. Den masky na dvoře Koetei
- 119 hráčů karet ve střední Javě
- 120 Válečný tanec Dayaků na Borneu
- 121 čínská herečka ve východní Jávě
- 122 Lampongová svatba
- 123 vojáků velvyslance v pochodových šatech
- 124. polní nemocnice
- 125 Mountain – dělostřelectvo
- 126. Bydliště a Susoehoenan v Solo
- 127 Sultan Djokjakarta na svém trůnu (Jáva)
- 128 Sultanův dvůr v Djokjakartě
- 129 Sultan Koetei a jeho imperiální klenoty (Borneo)
- 130. Pokrok okresního šéfa jeho prince (Bali)
- 131. Vnitrozemská škola v Buitenzorg (Java)
- 132 učitelů, kultivujících a studentů v Buitenzorg (Java)
- 133. Škola Menang Kabausche ve střední Jávě
- 134 misijní škola v Modjowarnu (Východní Jáva)
- 135. Rámečky pro přepravu soli
- 136 Přeprava tabáku
- 137 Vojenský transport vozíků
- 138. Automobilové vozíky v Javě
- 139 kánoí v řece Mentawei
- 140 vnitrozemských kánoí v přístavu Semarang
- 141. Záďový kolář na řece Palembang
- 142 Přístav v Tandjong Priok
- 143 Wood Lowries
- 144. Těžba zlata v Redjang Lebong
- 145. Těžba zlata v Redjang Lebong
- 146 Lis na sůl
- 147 Bouda na třídění tabáku
- 148 tabáku. Vyčištěný prales
- 149. Mladé tabákové pole
- 150. Plantáž Kina (Java)
- 151. Inlandsche Prauwen v přístavu Semarang
- 152. Místo přistání na St. Eustatius
- 153. Fort přistání na Saba (Západní Indie)
- 154 Bonaire, pohled na Kralendijk
- 155 Oranjestad, hlavní město Aruby (Západní Indie)
- 156. Plantáž na Curaçao
- 157 Bosnegerský guvernér se svými kapitány
- 158 Bosnegerdorp v Surinamu
- 159 indiánská vesnice v Surinamu.
- 160. Paramaribo, trh s kotvištěm pro lodě
- 161. Paramaribo, nábřeží a náměstí
- 162 Plantáž v Surinamu
- 163. Banánové pole v Surinamu
- 164 Kokoslaan v Coronie v Surinamu
- 165 Zlatý vítěz v Surinamu
- 166 Policejní stanice v Onoribo v Surinamu
- 167. Pohled na Berg en Dal v Surinamu
- 168. Willemstad pohled na přístav (Curaçao)
- 169. Willemstad pohled na Pundo (Curaçao)
- 170. Curaçao, solný průmysl, přeprava soli

## Galerie

Market at Payakumbuh, Sumatra, asi 1910
Femmes minangkabau du Sumatra occidental avec des Tangkuluak Koto Gadang
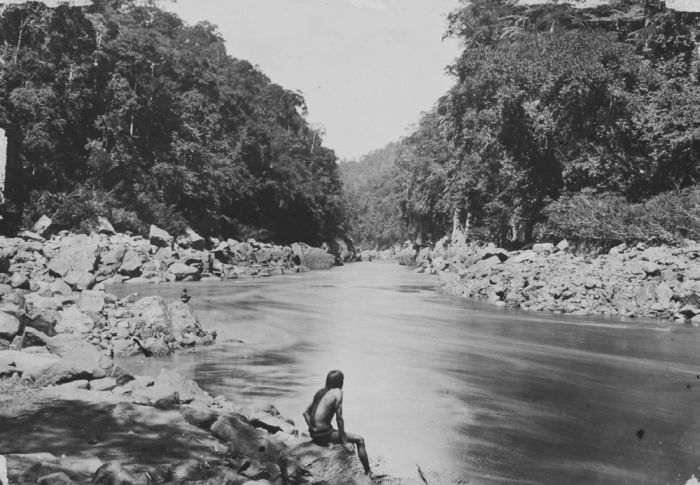
Probablement un Kutai dans l'est de Bornéo
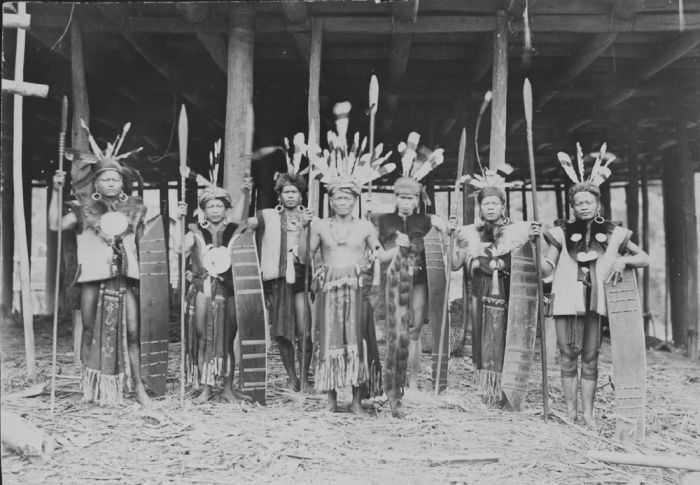
Peut-être un chef bajau et sa suite sur l'île de Bornéo
Probablement une prestation de serment dans le Yogyakarta
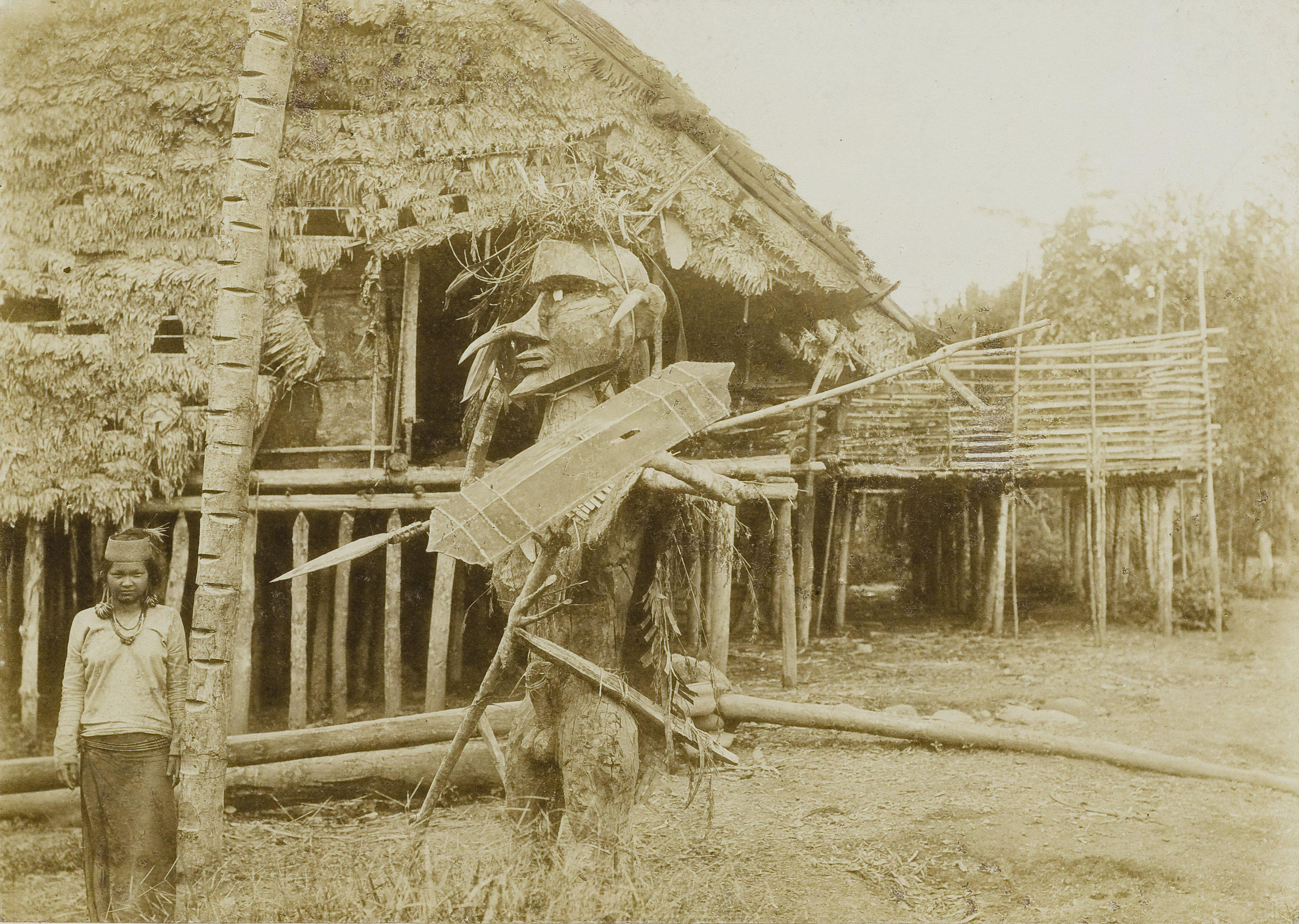
Femme et art Apo Kayan people
Recitation for a crowd accompanied by flute (bansi) on the west coast of Sumatra, asi 1910
Tulp, De – Haarlem – The cemetery Pasar Gede in Yogyakarta, 1911
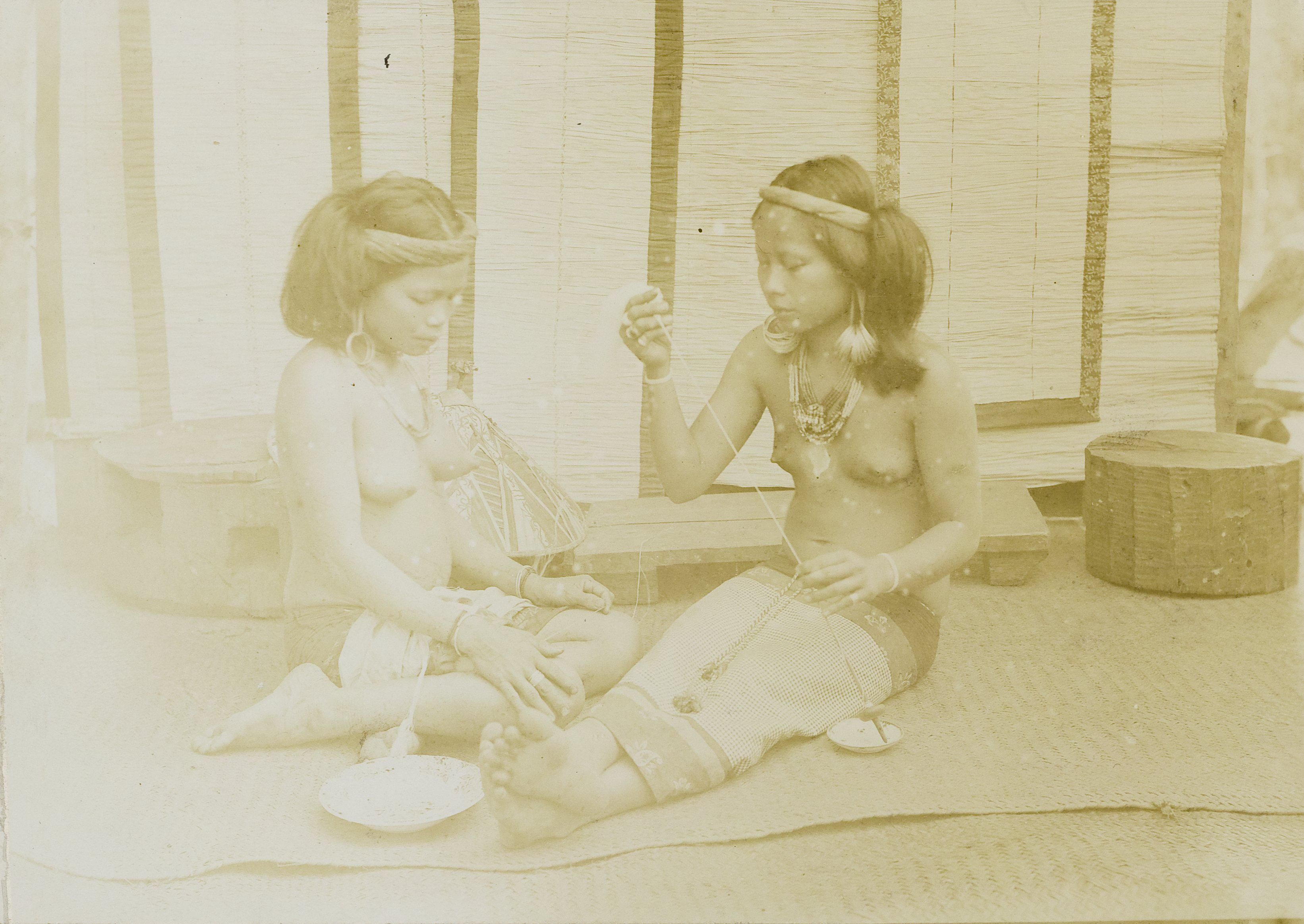
Ajai and Edoh, Kayan women spinning cotton and rope on the Upper Mahakam, Central Borneo, 1898–1900
Young woman in the costume of the Longglats, with a harvest wreath on the head, 1896–1897
Four hoedo kajoh; Kayans dressed as ghosts, Upper Mahakam, Central Borneo, 1898–1900
Jump of a Longglat man, leaving the jumping pole behind, Upper Mahakam, Central Borneo, 1898–1900
Tulp, De – Haarlem – Workers on a tobacco plantation, Deli, 1911